# Edgewell Personal Care
Edgewell Personal Care est une entreprise américaine spécialisée dans les produits d'hygiène. Elle est issue en 2015 d'une scission d'Energizer.
L'entreprise possède des marques telles que Wilkinson Sword, Schick et Playtex.

## Activités
Fabrication et un distribution de produits de soins personnels :
- rasage humide,
- soins solaires et de la peau,
- soins féminins et soins pour bébés.

## Histoire
En mai 2019, Edgewell annonce l'acquisition pour 1,37 milliard de dollars de Harry's, une entreprise américaine spécialisée dans les rasoirs vendus par abonnement.

## Edgewell Personal Care France
La filiale française créée en 1985 a son siège social à Rueil-Malmaison.
|                                        | 2015  | 2016  | 2017 | 2018   | 2019   |
| -------------------------------------- | ----- | ----- | ---- | ------ | ------ |
| Chiffre d'affaires en millions d'euros | 147   | 65,4  | 60,8 | 59,2   | 64,5   |
| Résultat net en millions d'euros       | + 4,5 | + 1,8 | +1,7 | + 0,17 | + 0,41 |
| Effectif moyen annuel                  | 161   | 105   | 93   | 81     | 80     |

## Principaux actionnaires
Au 11 avril 2020.
| Fidelity Management & Research | 10,3% |
| The Vanguard Group             | 10,2% |
| Dimensional Fund Advisors      | 5,36% |
| GAMCO Asset Managemen          | 4,78% |
| BlackRock Fund Advisors        | 3,48% |
| SSgA Funds Management          | 3,31% |
| Southeastern Asset Management. | 3,31% |
| APG Asset Management           | 3,29% |
| JANA Partners                  | 2,95% |
| Armistice Capital              | 2,84% |